# تیلینگهام
تیلینگهام (به انگلیسی: Tillingham) یک روستا و محله مدنی در بریتانیا است که در مالدن واقع شده‌است. تیلینگهام ۱٬۰۵۸ نفر جمعیت دارد.